# ایرنا تلش-بورچیک
ایرنا تِـلِـش-بورچیک (لهستانی: Irena Telesz-Burczyk؛ زادهٔ ۱۰ اوت ۱۹۴۰) بازیگر اهل لهستان است.
از فیلم‌هایی که وی در آن‌ها نقش داشته است، می‌توان به بی‌گناهان و یک داستان بسیار کریسمسی اشاره نمود.